# Đoàn Tùy
Đoàn Tùy (tiếng Trung: 段隨; bính âm: Duàn Suí) (?-386) là vua thứ 3 nước Tây Yên của người Tiên Ti vào thời Ngũ Hồ thập lục quốc trong lịch sử Trung Quốc. Ông chỉ trị vì trong một thời gian ngắn ngủi và không phải là một thành viên của gia tộc Mộ Dung, hoàng tộc của Tiền Yên.
Ông nguyên là một tướng dưới quyền hoàng đế Mộ Dung Xung. Do người dân Tây Yên muốn trở về quê hương ở phía đông song sau khi chiếm được kinh thành Trường An của Tiền Tần, Mộ Dung Xung lại muốn định cư tại Trường An, chống lại ý nguyện của người dân. Vào mùa xuân năm 386, tướng Hàn Diên (韓延) đã ám sát Mộ Dung Xung trong một cuộc chính biến và ủng hộ Đoàn Tùy lên làm Yên vương. Tuy nhiên, khoảng một tháng sau đó, các quan Mộ Dung Hằng (慕容恆) và Mộ Dung Vĩnh đã phục kích Đoàn Tùy và giết chết ông. Họ ủng hộ Mộ Dung Nghĩ, là con trai của Nghi Đô vương Mộ Dung Hoàn (慕容桓) dưới thời Tiền Yên lên làm Yên vương mới.